# Biantes albimanum
Biantes albimanum – gatunek kosarza z podrzędu Laniatores i rodziny Biantidae.

## Występowanie
Gatunek występuje na Seszelach.